# Jan Zamoyski
Jan Sariusz Zamoyski, född 19 mars 1542, död 3 juni 1605, var en polsk militär och politiker. Han var en av de mest framstående diplomaterna, politikerna och männen av ståndet under sin levnad. Han var en polsk aristokrat och storman tillhörande adelsklanen Jelita. 
Som ung utbildades han i Paris, Strasbourg och Padua. Under hela sitt liv var han en drivande politisk kraft i Polen. Zamoyski var rådgivare åt kungarna Sigismund II August samt Stefan Batory. Han blev rikskansler 1578 och storhetman (överbefälhavare) över de polska och litauiska trupperna 1581. Han motsatte sig dock valet av den svenske Sigismund på Polen-Litauens tron 1587. Trots detta försvarade han troget Sigismunds tron i slaget vid Byczyna 1588 mot den österrikiske habsburgprinsen Maximilian som med stöd av en polsk opposition invaderade Polen för att själv besätta tronen. 
Sigismund kände sig dock hotad av Zamoyski som tidigt förstod att Sigismund var mer intresserad av att sätta sig på Sveriges tron och i syfte att uppnå detta var beredd att mot österrikisk hjälp avstå tronen till österrikarna och dra in Polen i svenska dynastiska krig, samtidigt som det överväldigande turkiska hotet var överhängande. För att uppnå detta försökte Sigismund i strid med polsk tradition att stärka kungamakten, vilket ansågs hota adelns Gyllene frihet. Zamoyski ställde sig då 1592 öppet i opposition till Sigismund. 
Sigismund hade ingen laglig rätt att avsätta Zamoyski från hans ämbeten men sköt på alla sätt han kunde bort honom från maktens sfärer. Den polska kronan gick på så sätt miste om en mycket kunnig och förutseende rådgivare.
Zamoyski hade som militär en lång svit av framgångar mot ryssar, turkar, svenskar, österrikare och rumäner och förfogade över en privat elitkår om 4 000 infanterister och 2 000 ryttare. Han blev oerhört rik under sin levnad och ägde 24 städer och 816 byar. 1580 grundade han staden Zamość i italiensk renässansstil, med ett universitet.